# Gohlitz
Gohlitz ist ein Wohnplatz vom Ortsteil Wachow der Stadt Nauen im Landkreis Havelland des Landes Brandenburg.

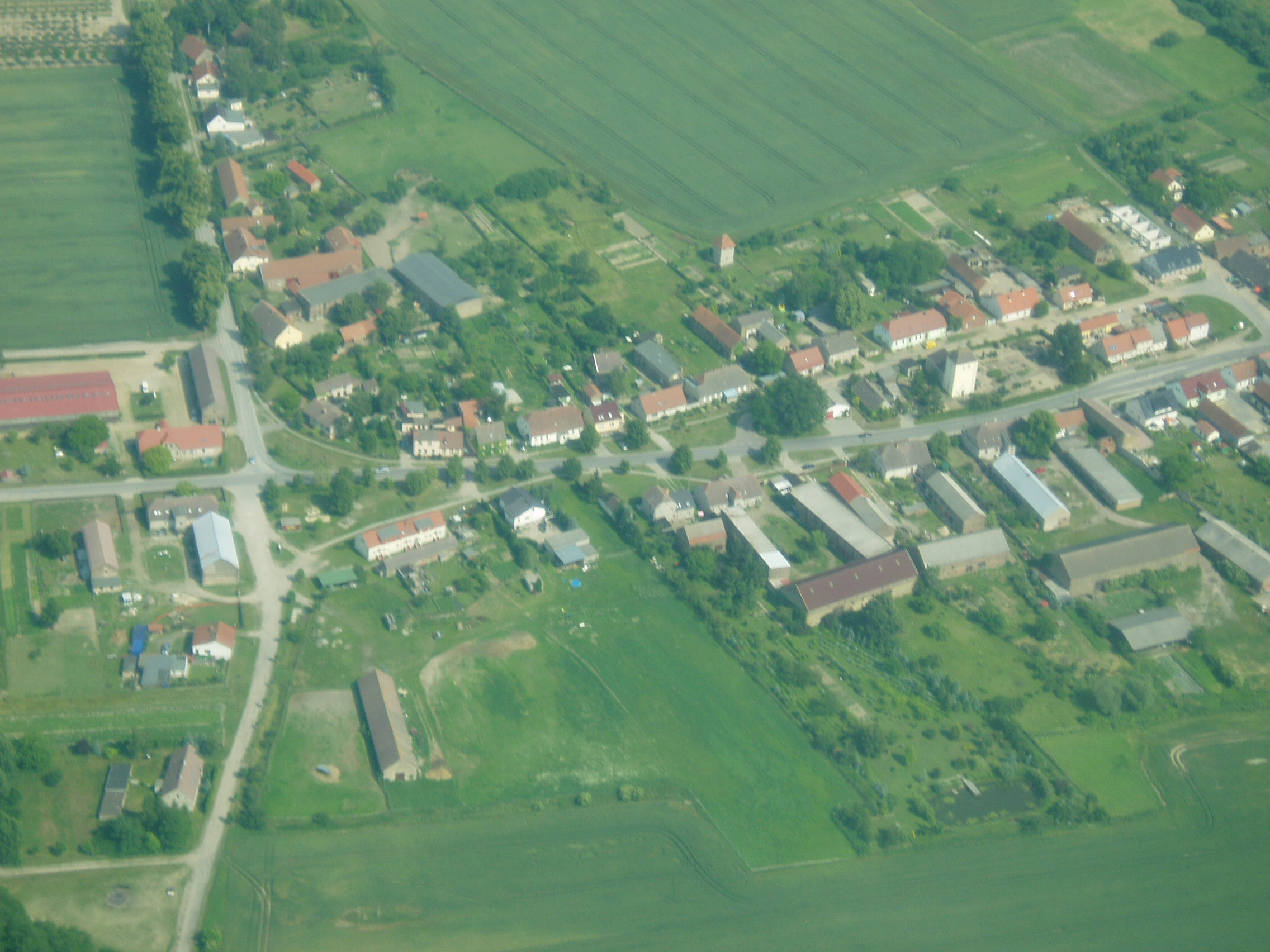
Gohlitz von oben

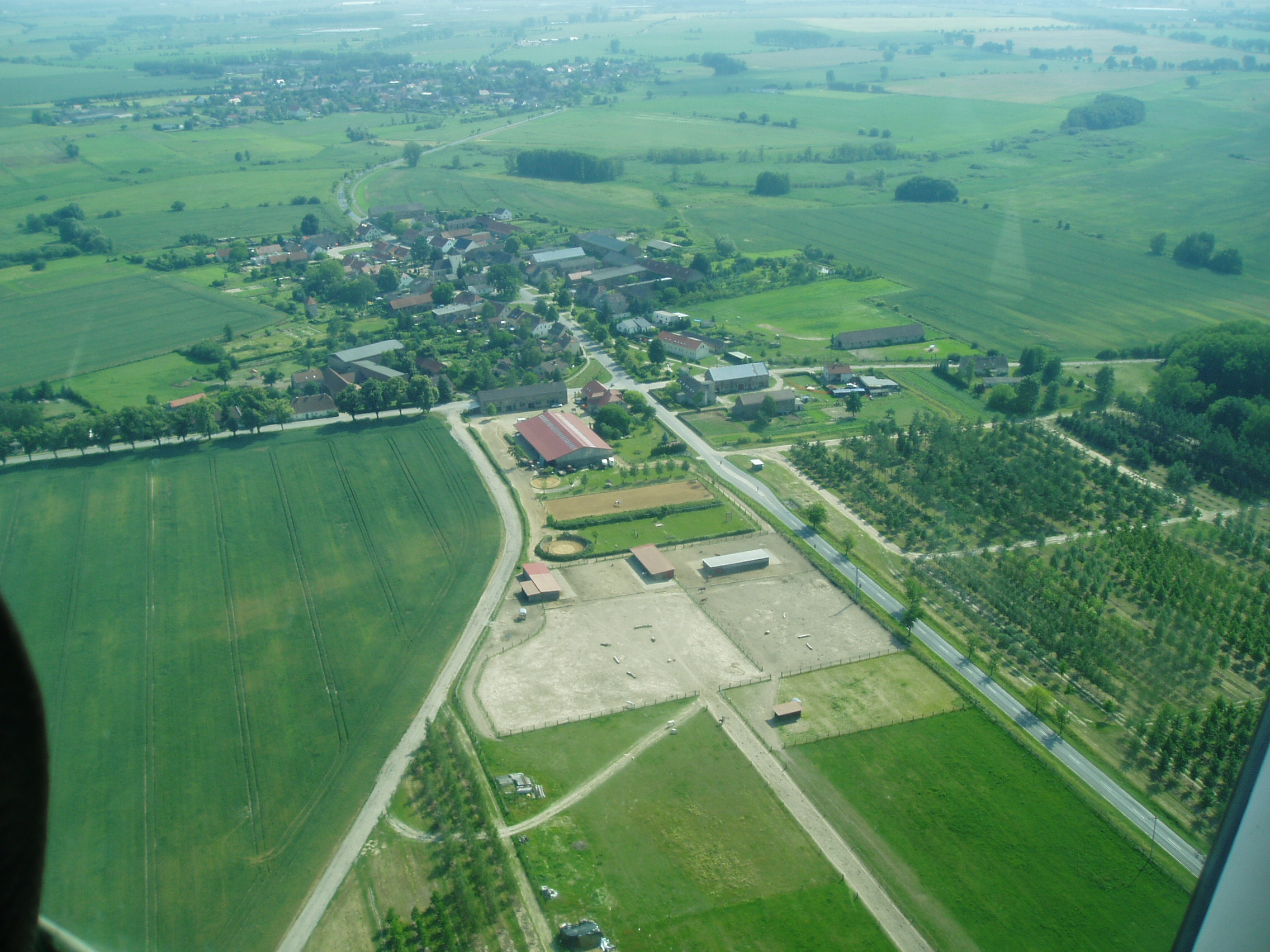
Gohlitz von Norden

## Geografie
Gohlitz liegt 12 km südwestlich von der Funkstadt Nauen, 22 km nordöstlich von Brandenburg an der Havel und 15 km nordwestlich von Ketzin in einer Höhe von 37 m ü. NHN. Es hat 180 Einwohner.

### Nachbarorte
- Wachow und Niebede, Ortsteile der Stadt Nauen
- Groß Behnitz mit dem Ortsteil Quermathen, Ortsteile der Stadt Nauen
- Tremmen, Ortsteil der Stadt Ketzin
- Päwesin im Landkreis Potsdam-Mittelmark

## Infrastruktur
Gohlitz  ist im Rahmen des ÖPNV durch die Havelbus-Linie 660 der HVG mit Nauen und Päwesin und durch die Havelbus-Linie 662 der HVG mit Nauen, Päwesin und Roskow verbunden.

## Geschichte
Der Name Goliz leitet sich ab von Golica, was Siedlung an einer kahlen, unbewachsenen Stelle bedeutet. Golica als Flurname bedeutet die Heide, der kahle Platz.
Schreibweise im Wechsel der Jahrhunderte:
- 1173–1262: Goliz
- seit 1375: Golitz
- seit 1854: Gohlitz

In früheren Zeiten erstreckte sich der Niebecksche See zwischen Gohlitz und Wachow, der jedoch langsam verlandete. Die Reste des Sees sind noch heute an der Niederung, die beide Dörfer trennt, zu erkennen. Erst im Jahre 1870 ist dieser durch den Bau der Chaussee überbrückt worden.
Gohlitz gehörte zu den ältesten Siedlungsplätzen des Havellandes. Aufgrund slawischer Funde in der Ortslage kann man davon ausgehen, dass Gohlitz aus einer slawischen Siedlung hervorgegangen ist.
Das Dorf wurde erstmals als Goliz in einer Urkunde des Bischofs Siegfried vom Jahre 1173 erwähnt. Bis 1244 war es im Besitz der Landesherren, die es schließlich an das Kloster Lehnin verkauften. Hier verblieb es bis zur Säkularisation des Klosters. 1542 kam es zum Amt Lehnin. Im Jahre 1624 waren schon zwölf Bauern und fünf Kossäten ansässig.
Der Dreißigjährige Krieg hinterließ seine Spuren. Da Gohlitz an der Landstraße zwischen Nauen und Brandenburg liegt, wurde im Dorf geraubt, geplündert und gemordet. Man erholte sich, doch mit dem zweiten Einmarsch der Schweden 1675 kam es erneut zu Plünderung und Zerstörung sowie zu gewaltigen Kämpfen in der Gohlitzer Heide.
Der endgültige Sieg über die Schweden gelang erst in Fehrbellin.

Doch auch von den Folgen des Krieges erholte sich das kleine Dorf schnell. So entstand 1707 die Gohlitzer Windmühle von Müllermeister J.P. Hünecke. Sie stand an der linken Seite des Dorfausganges nach Niebede auf einer kleinen Erhebung.
1768 wurden Wachow und Gohlitz dem Amt Nauen–Berge zugesprochen. 1840 registrierte man in Gohlitz 31 Wohnhäuser. Im Jahre 1860 waren es 34 Wohnhäuser, drei öffentliche Gebäude, 73 Wirtschaftsgebäude und 335 Einwohner.
Im Jahr 1905 bekam das Westhavelland die ersten oberirdischen Telefonleitungen. Das Postwesen entwickelte sich im Havelkreis erst Ende des 19. Jahrhunderts. Doch schon ab 1635 gab es eine tägliche Botenpost von Tangermünde nach Spandow (Spandau). Dieser Weg führte von Rathenow über Groß Behnitz, Schwanebeck, Markau, Wernitz, Wustermark nach Spandau. Eine weitere Poststraße war die Berlin-Hamburger Post- und Heerstraße. An Letzterer standen Postmeilensteine, an denen der Reisende die Entfernung der Orte und zur nächsten Postdienststelle ablesen konnte.
Noch heute steht einer dieser Meilensteine am westlichen Teil des Gohlitzer Waldes.
Gohlitz kam am 1. Juli 1950 zum Dorf Wachow und ist heute ein Wohnplatz dieses Nauener Ortsteils.
Ein eigenes Wappen erhielt die Gemeinde Wachow 1996. Drei goldene Laubkronen symbolisieren Wachow, Gohlitz und Niebede, sie deuten die Belagerung der Schweden während des Dreißigjährigen Krieges. Die Blume versinnbildlicht die Heide um den Ortsteil Gohlitz, das Kreuz steht für die Wachower Kirche, und das Pferdemotiv dient als Symbol für Niebede. Der nahe gelegene Riewendsee wird versinnbildlicht durch den blauen Hintergrund.
Durch die Gemeindegebietsreform wurde die Gemeinde Wachow mit ihren Ortsteilen Niebede und Gohlitz ein Ortsteil der Stadt Nauen.

## Sehenswürdigkeiten

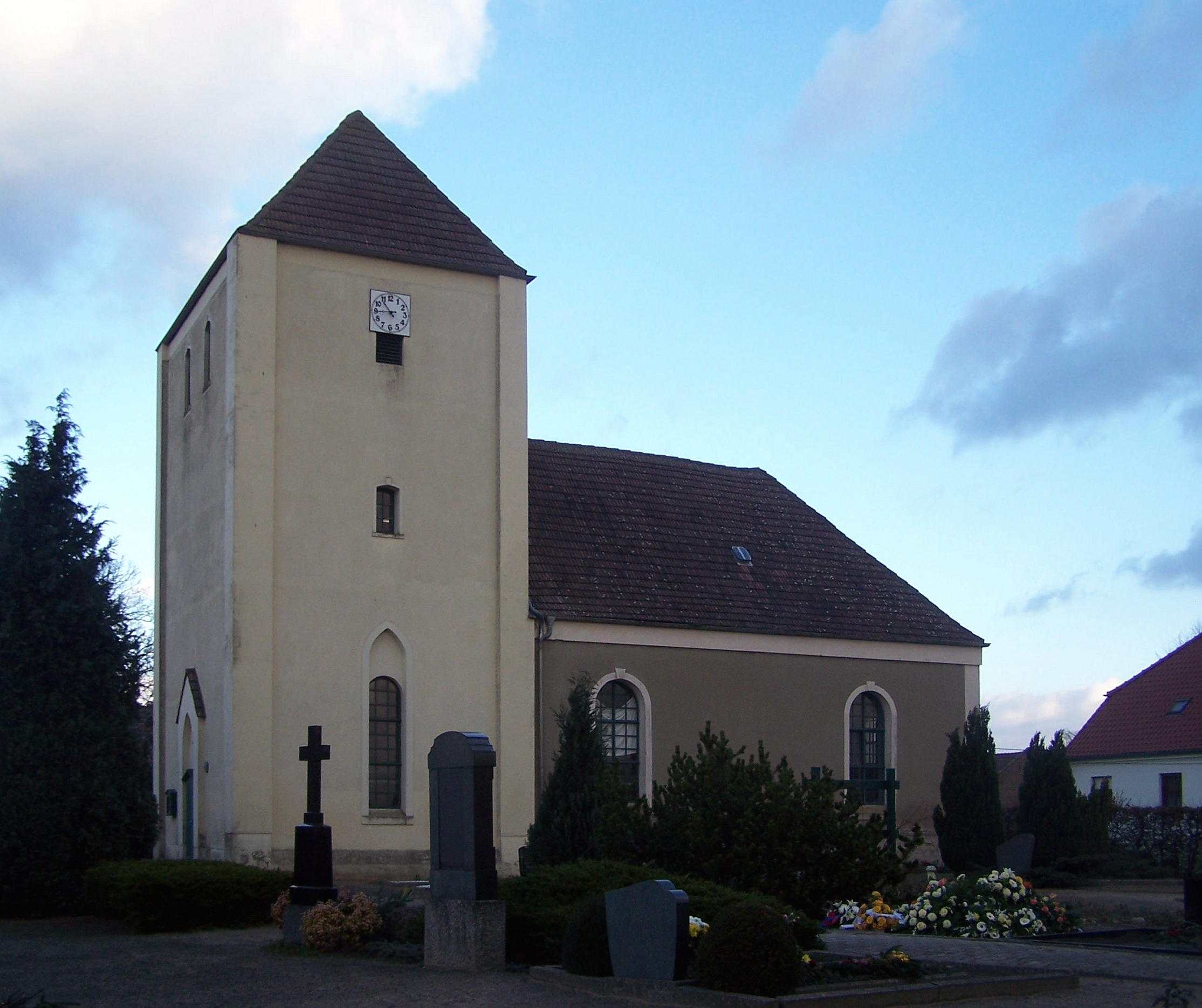
Gohlitzer Dorfkirche

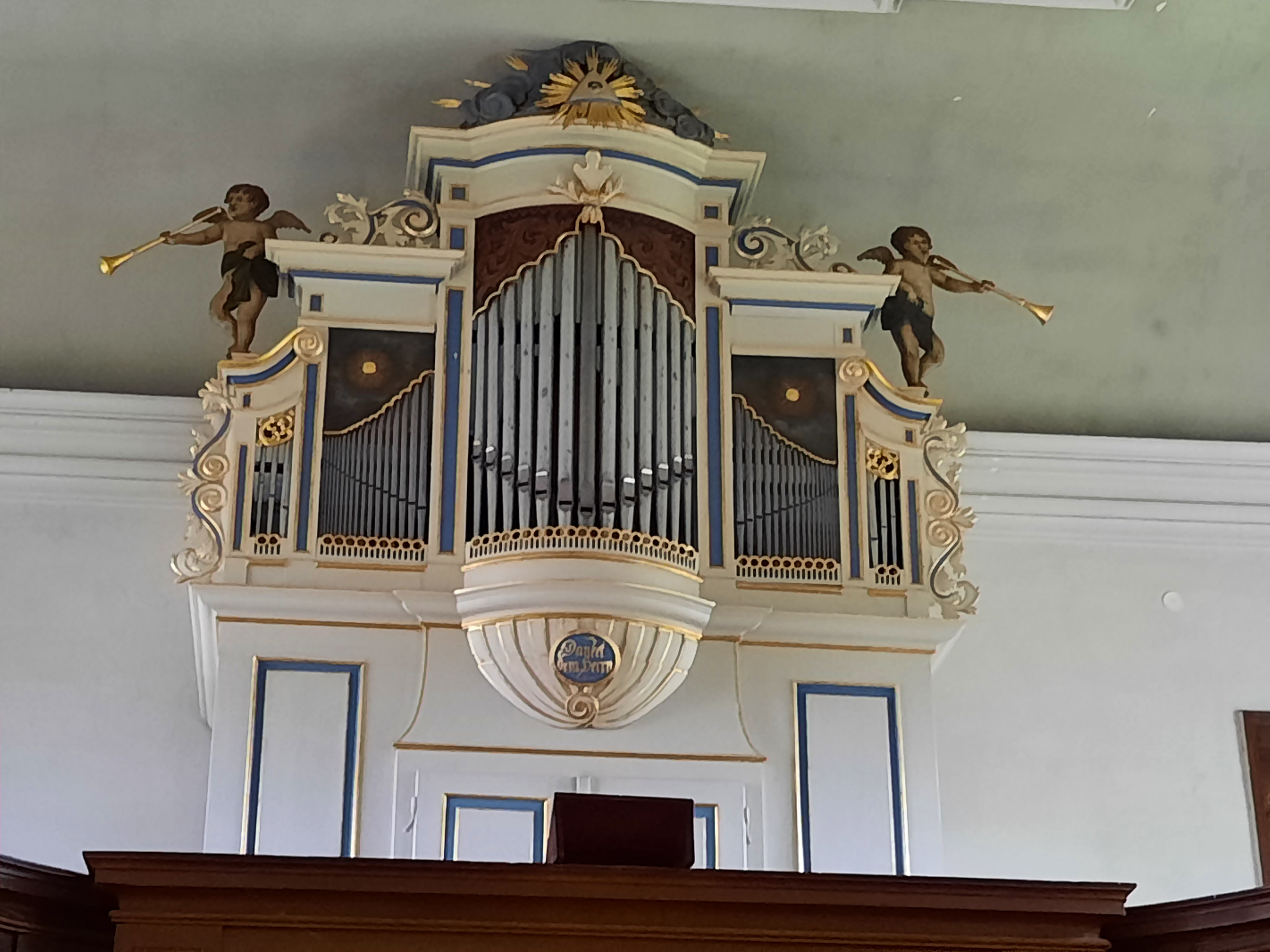
Grüneberg-Orgel in der Dorfkirche Gohlitz

Die denkmalgeschützte Dorfkirche Gohlitz war bis 1459 Mutterkirche und wurde ab 1541 zur Tochterkirche. Der breite, mächtige Turm sowie der Westteil der Kirche sind mittelalterlich (15. Jh.). Der Ostteil sowie die Spitzbogenfenster sind barock. Die Decke ist mittlerweile glatt verputzt. 1701 erhielt die Kirche zu Gohlitz ihre erste Glocke (354 kg) und 1716 die zweite (893 kg). Ihre von Johann Wilhelm Grüneberg erbaute Orgel erhielt sie im Jahre 1773.
Aufgrund der schnellen demografischen Entwicklung Ende des 18. Jahrhunderts musste die Kirche vergrößert werden. Somit wurde sie 1810 auf der Seite des Altars um 16 Fuß verlängert. Hierfür wurde eine Wand herausgenommen und Veränderungen des Kanzelaltars, der Empore und des Gestühls vorgenommen.

## Politik
Der Ortsbeirat ist zuständigen für den gesamten Ortsteil Wachow, also inklusive Gohlitz und Niebede. Ortsvorsteher ist Uwe Bublitz, stellvertretender Ortsvorsteher Marc Simeth.

## Vereine und Dorfleben

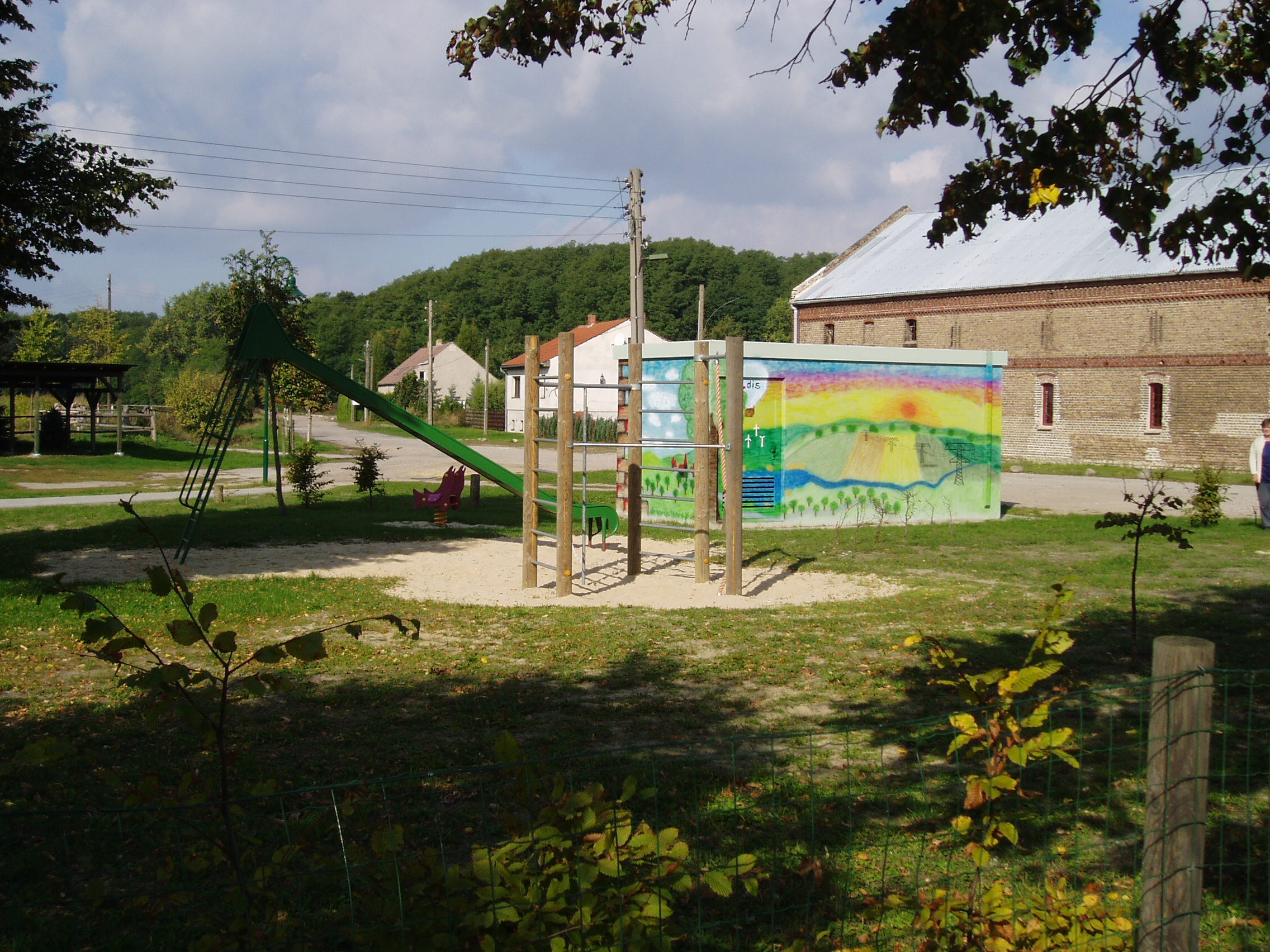
Der Gohlitzer Spielplatz

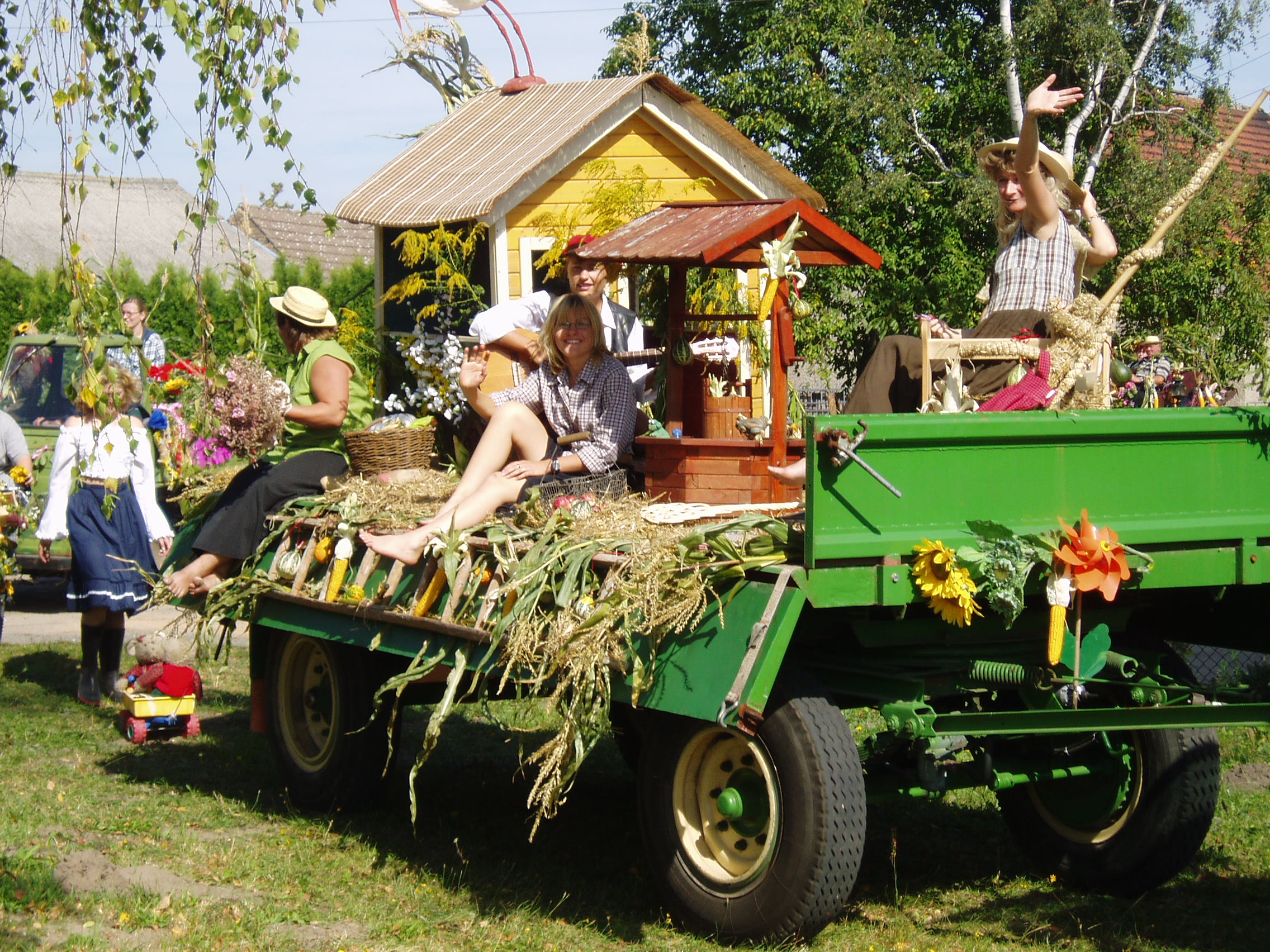
Erntedankfest 2003

Das Gemeindeleben von Gohlitz wird durch die Freiwillige Feuerwehr und den Förderverein Gemeindeleben e. V. belebt. Beide bringen sich bei den jährlichen Dorffesten, Wettkämpfen, der Himmelfahrtstour sowie dem allgemeinen Dorfleben mit ein. Durch diese Unterstützung ist der Gohlitzer Spielplatz sowie der Radweg von Wachow nach Gohlitz entstanden.
Ein Naturlehrpfad beginnt gleich hinter dem Waldschloss und geht in Kreuzform ca. 2 km durch den Wald.

## Persönlichkeiten
- Wilhelm Kotzde-Kottenrodt – eig. Wilhelm Kottenrodt – (* 1878 in Gohlitz; † 1948) war ein deutscher Lehrer, Schriftsteller und völkischer Publizist